# Melostemon
Melostemon é um género botânico pertencente à família Combretaceae.
1. ↑  «Melostemon — World Flora Online». www.worldfloraonline.org. Consultado em 19 de agosto de 2020